# 対砲レーダ装置 JTPS-P16
対砲レーダ装置 JTPS-P16（たいほうレーダそうち ジェイティーピーエスピーじゅうろく）は、東芝が開発した3次元レーダーである。主として陸上自衛隊の野戦特科部隊において、対砲兵レーダーとして用いられる。

## 来歴
76式対砲レーダ装置 JMPQ-P7の後継として、1985年（昭和60年）より技術研究本部において部内研究が開始され、1994年（平成6年）に部隊使用承認が下りた。

## 設計
システムは、アンテナやガスタービン発電機を7tトラックに搭載した空中線装置と、制御指示部や分析処理部を3 1/2トラックに搭載した標定処理装置JCM-P11から構成されている。
標定方式として待ち受け方式を採用する点ではJMPQ-P7と同様であるが、同機ではペンシルビームの走査により扇状のビーム幕を3枚形成していたのに対し、本機では、俯仰方向に幅広いビーム幕を1枚形成する方式となっている。飛翔する弾丸がこの幕を通過する間に得られる弾道上の多数点をモノパルス測角方式によって解析することで、その弾丸の発射位置ないし弾着位置を標定するものである。優れたビーム形成・指向能力が要求されることもあり、アンテナはアクティブ・フェーズドアレイ（AESA）式が採用された。
本方式では、JMPQ-P7の方式と比して多数の捕捉点を得られることから情報量が増大し、従来は困難であった弾種の判定やロケット弾の標定、同一地域での発射・弾着の同時標定にも対応した。また標定範囲も遠距離・広範囲化されている。
野戦特科情報処理システムとの連接機能も有する。

## 装備部隊・機関
特科連隊等の情報中隊および観測中隊のレーダ標定小隊
北部方面隊
- 第1特科団
  - 第301観測中隊（北千歳駐屯地）
- 第7師団
  - 第7特科連隊（東千歳駐屯地）[4]